# St-Pierre-St-Paul (Baguer-Morvan)

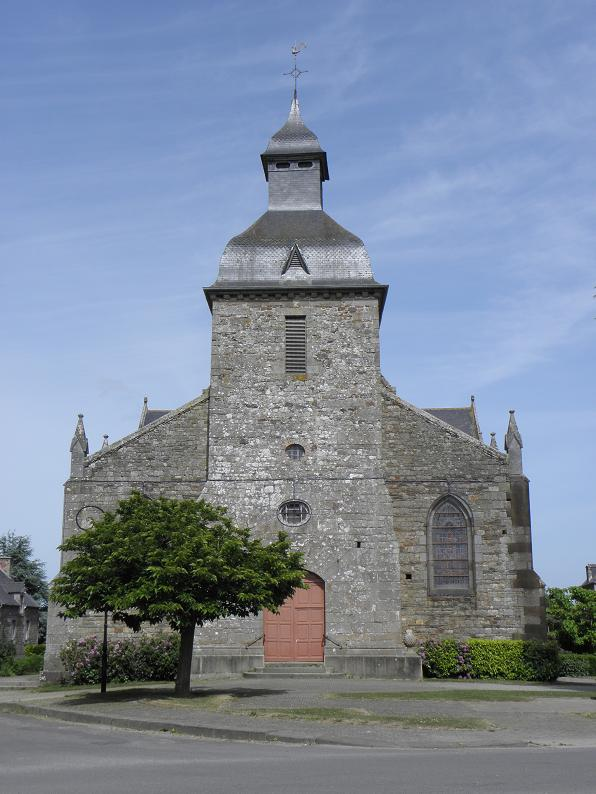
Kirche St-Pierre-St-Paul in Baguer-Morvan

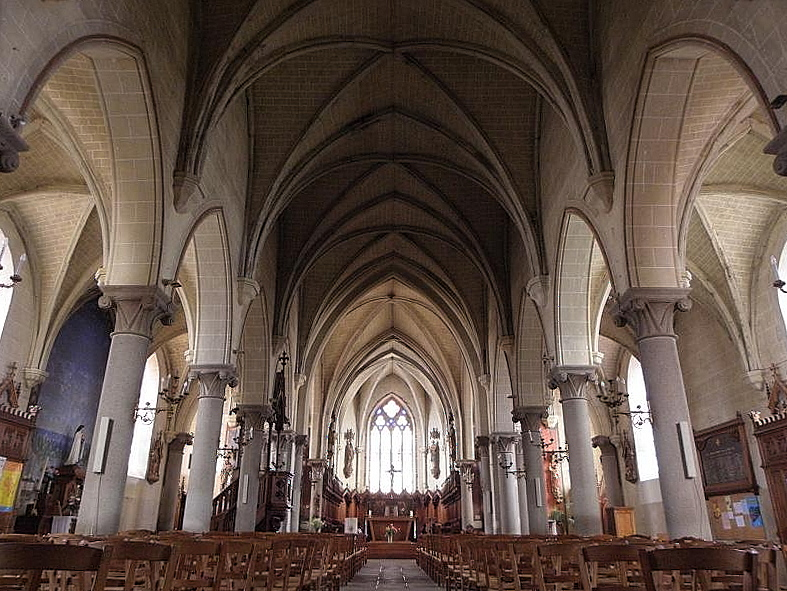
Innenansicht

Die katholische Pfarrkirche St-Pierre-St-Paul in Baguer-Morvan, einer französischen Gemeinde im Département Ille-et-Vilaine in der Region Bretagne, wurde in den 1850er Jahren errichtet.
Die dreischiffige Kirche wurde nach Plänen des Architekten Hawke aus Granitbruchstein erbaut. Der Glockenturm vom Anfang des 18. Jahrhunderts blieb vom Vorgängerbau erhalten. Das Querhaus und der Chor wurden in der zweiten Bauphase nach 1856 errichtet. 
Von der Ausstattung ist eine Madonna mit Kind aus dem 14. Jahrhundert erwähnenswert.
Die Bleiglasfenster wurden ab den 1860er Jahren von der Werkstatt Lecomte et Colin aus Rennes geschaffen.

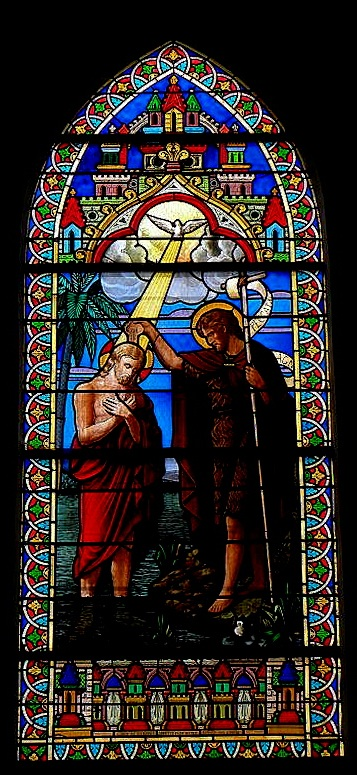
Taufe Jesu
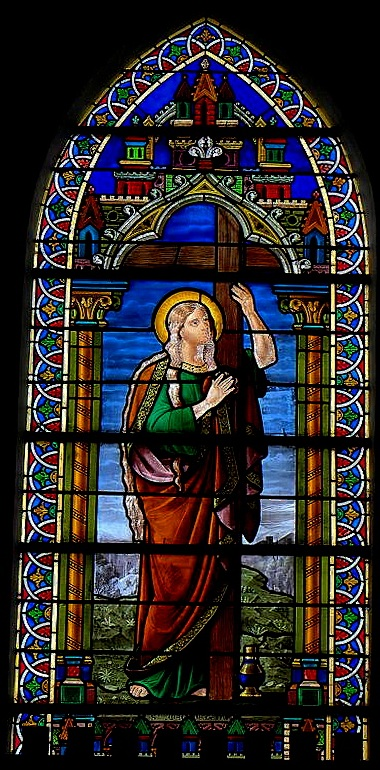
Maria Magdalena mit Kreuz

## Ausstattung
Siehe: Liste der Monuments historiques in Baguer-Morvan